# 饮水思源 (纪念碑)

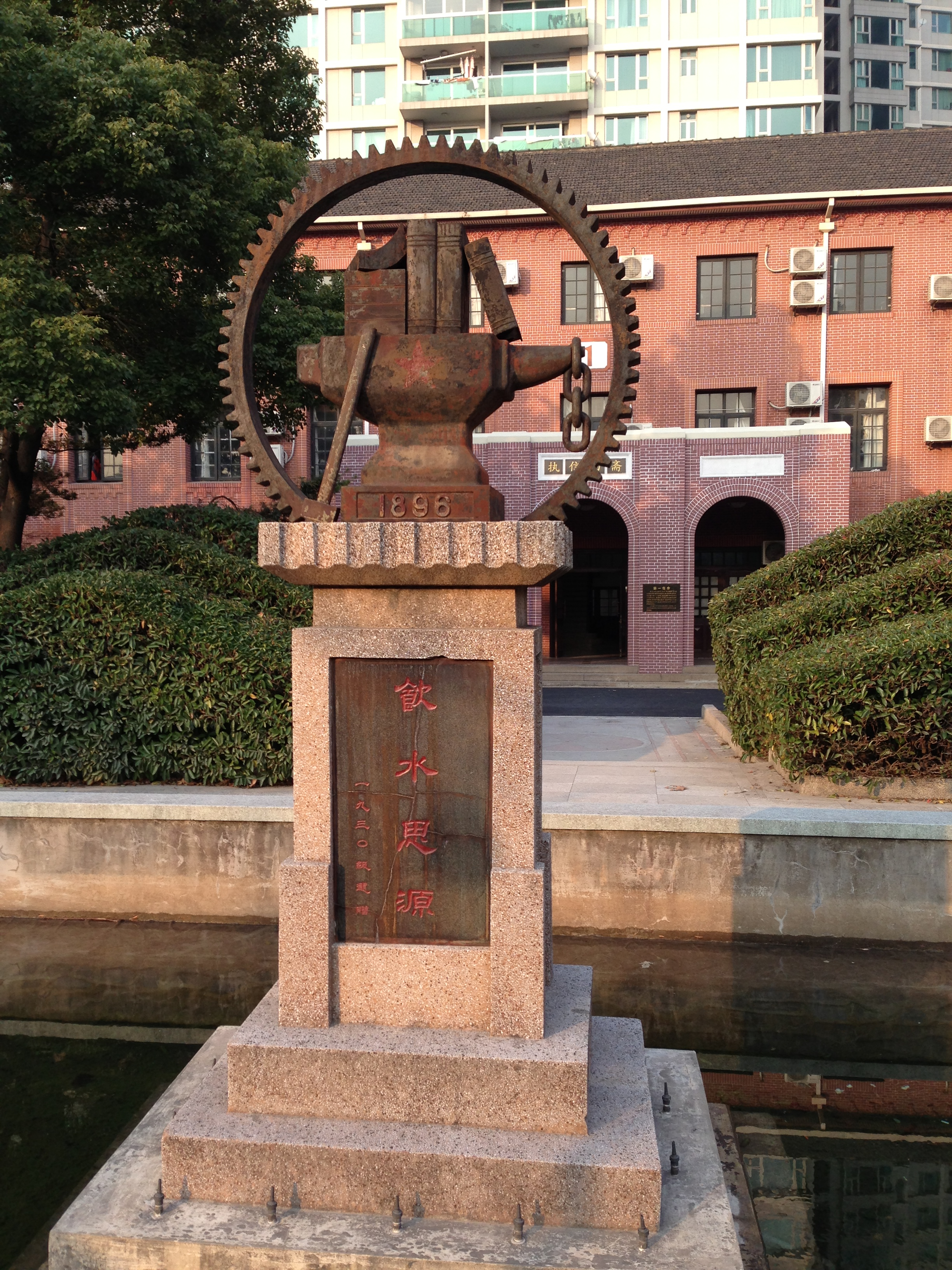
上海交通大学徐汇校区的饮水思源碑，1979年重建

饮水思源为一座铸有交通大学校徽的纪念碑，位于上海交通大学徐汇校区执信西斋前。最早修建于1933年，现址为1979年重建的复制品。其复制品亦广泛分布于继承交通大学的五所学校校园中。
徐汇校区原址的饮水思源坐落于执信西斋前的喷水池中央。纪念碑上方铸有80齿的交通大学校徽。其基座为水泥制大理石贴面，正面刻有当届学生陈汝善之父题写的“飲水思源”，下方刻有“民十九級建贈”，背后刻有1930届全体116名同学的姓名。
1979年重建后，纪念碑以罗汉松和玉桂衬托，并在前方修筑了喷泉，背后改刻“一九七九年重建”。

## 历史

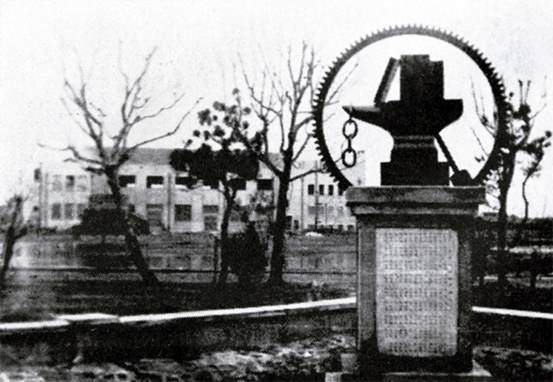
1933年的饮水思源纪念碑

执信西斋竣工后，1930届学生曾在此居住一个学期。毕业时该届学生决定捐款在他们印象最深的执信西斋前修建一座喷水池，以纪念母校培育之恩。该纪念碑的建造由王宗阳、孙家谦两名1930届同学负责，最初曾计划塑成人像图案，后改成校徽的立体样式，水从轮齿间喷出。最终于1933年春竣工，耗资大洋800元。
1933年4月2日下午2时半举行了落成典礼，期间正值建校37周年及工业铁道展览会。黎照寰校长以及1930届的孙家谦等30名同学出席了落成仪式。

## 影响
该纪念碑随后成为了交大纪念品和刊物中常见的形象，逐步成为交通大学的标志建筑物之一，校徽也渐渐深入人心。目前继承交通大学的五校多在校园中放置饮水思源碑的复制品。
上海交通大学在1995年制定校训时亦参照饮水思源碑制定了“饮水思源，爱国荣校”的校训。

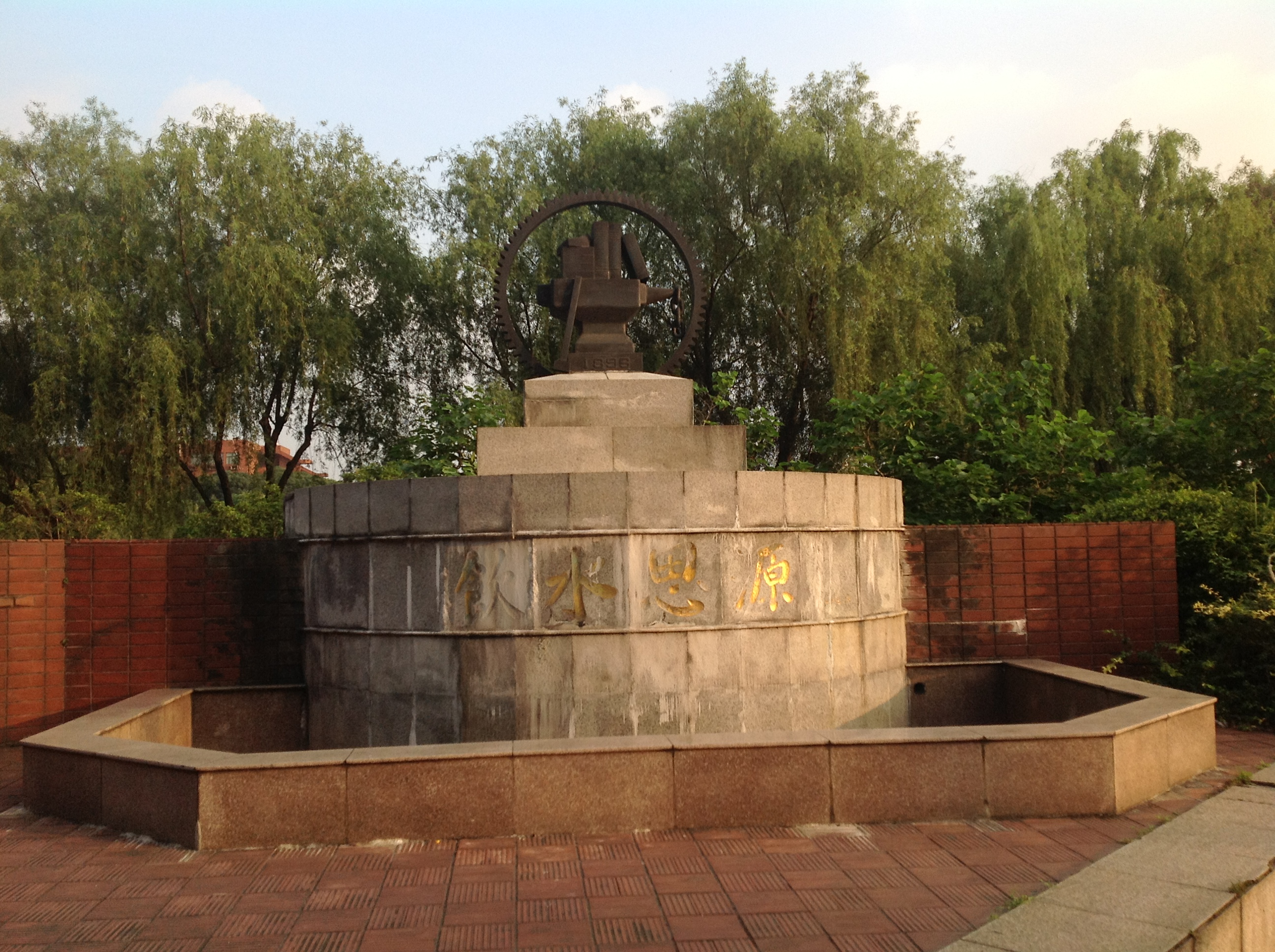
上海交通大学闵行校区包玉刚图书馆前的饮水思源碑
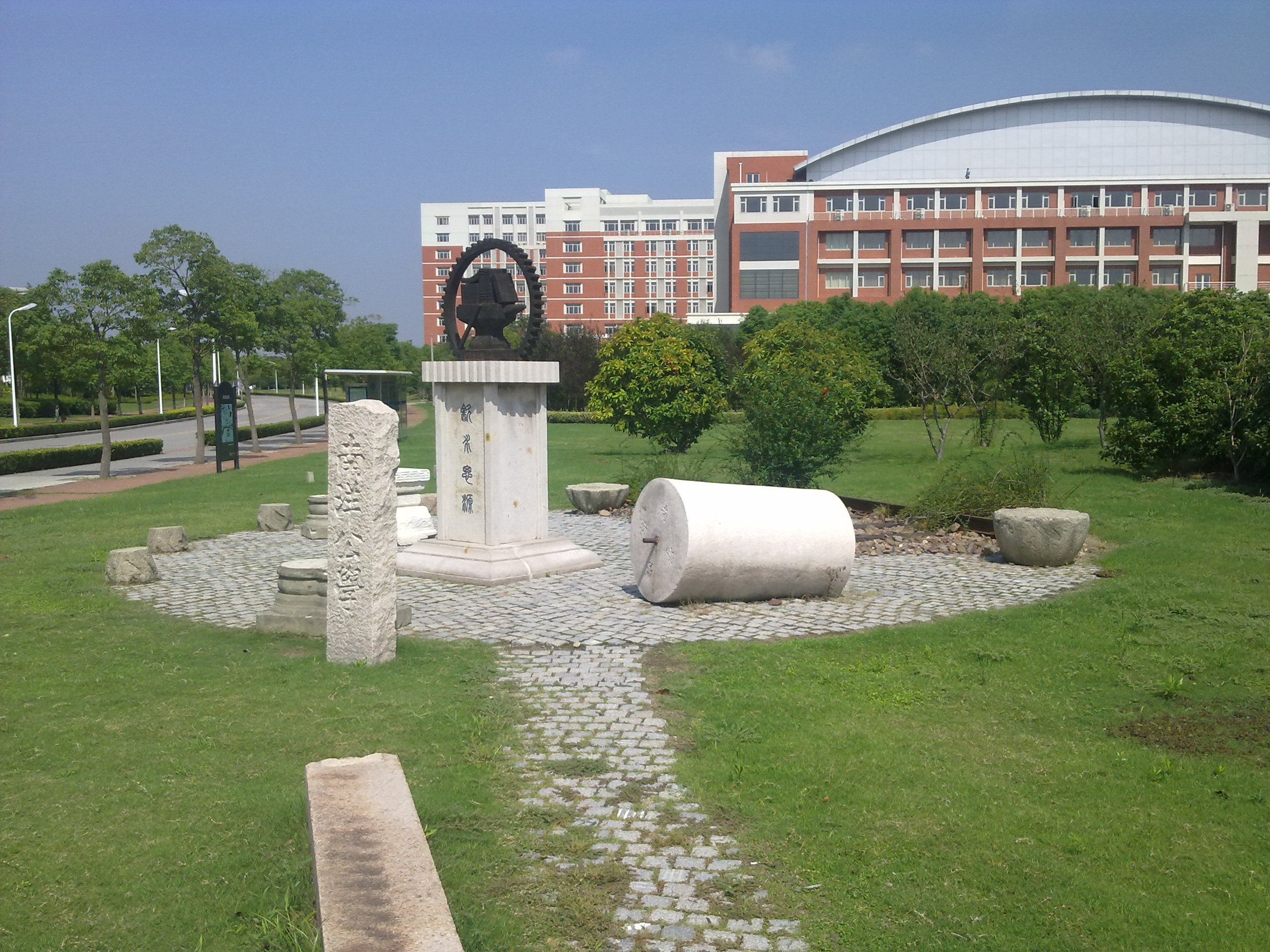
上海交通大学闵行校区 东大门附近的饮水思源碑
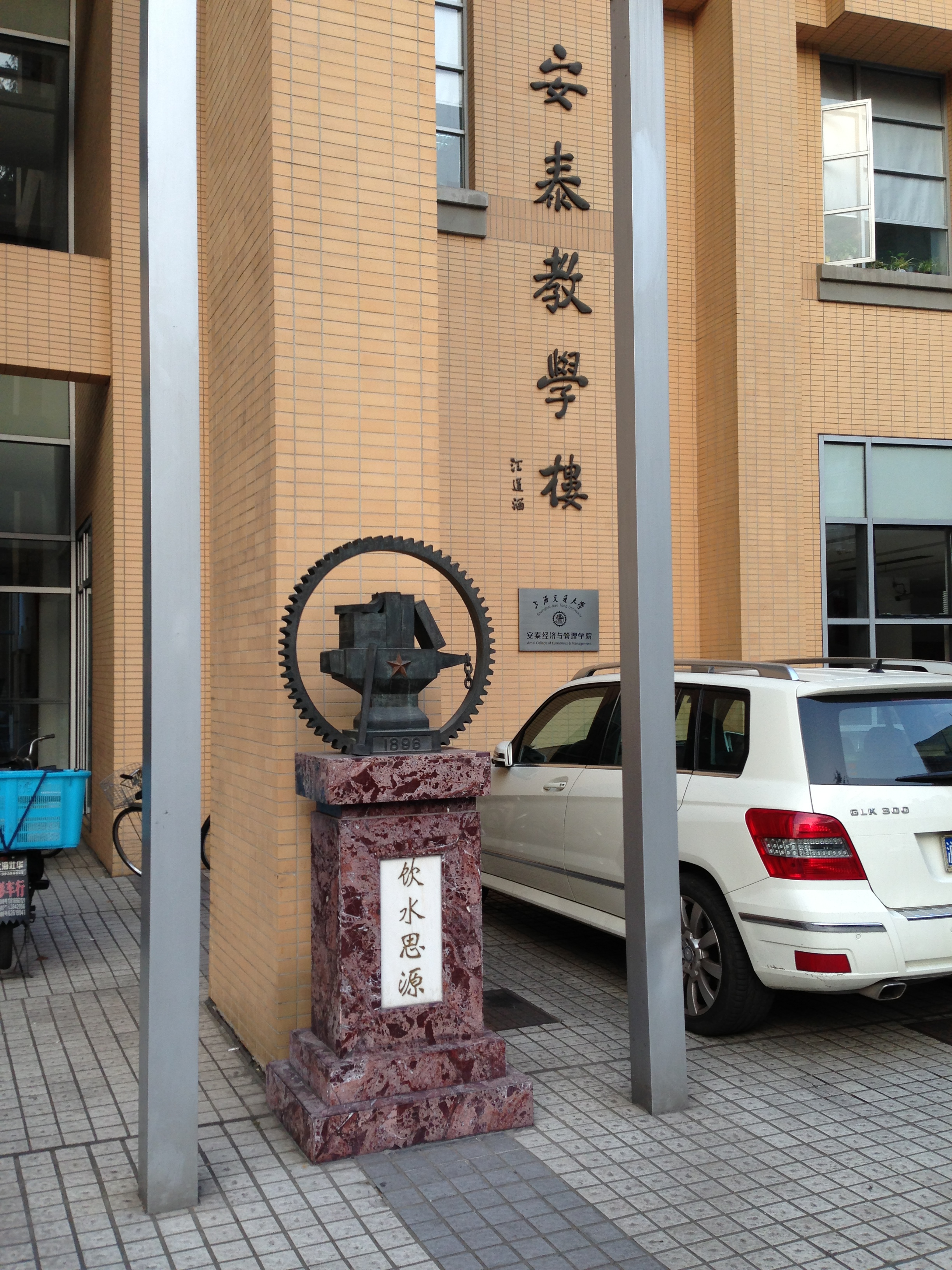
上海交通大学法华校区 安泰教学楼前的饮水思源碑
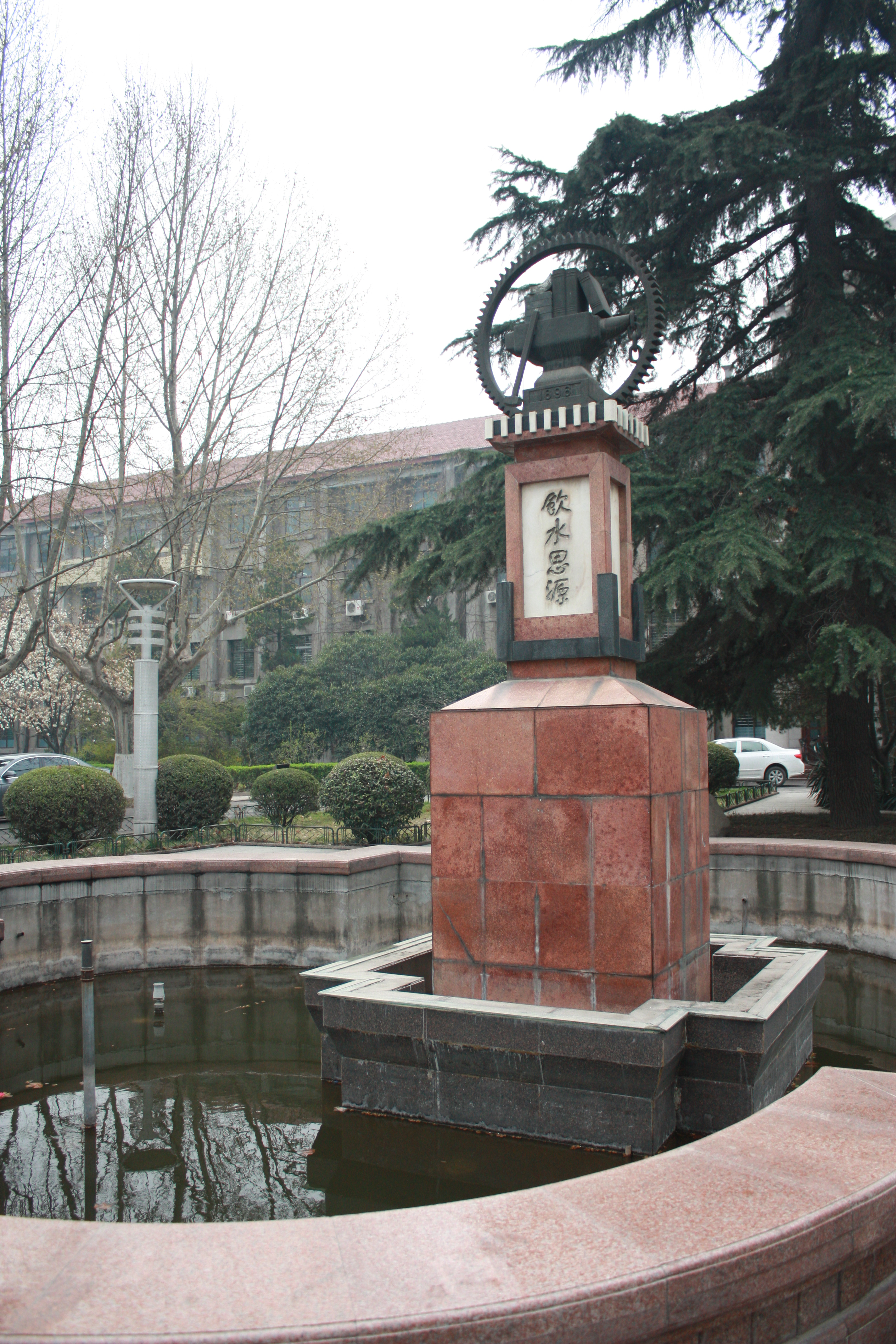
西安交通大学兴庆校区中的饮水思源碑 舒同题字
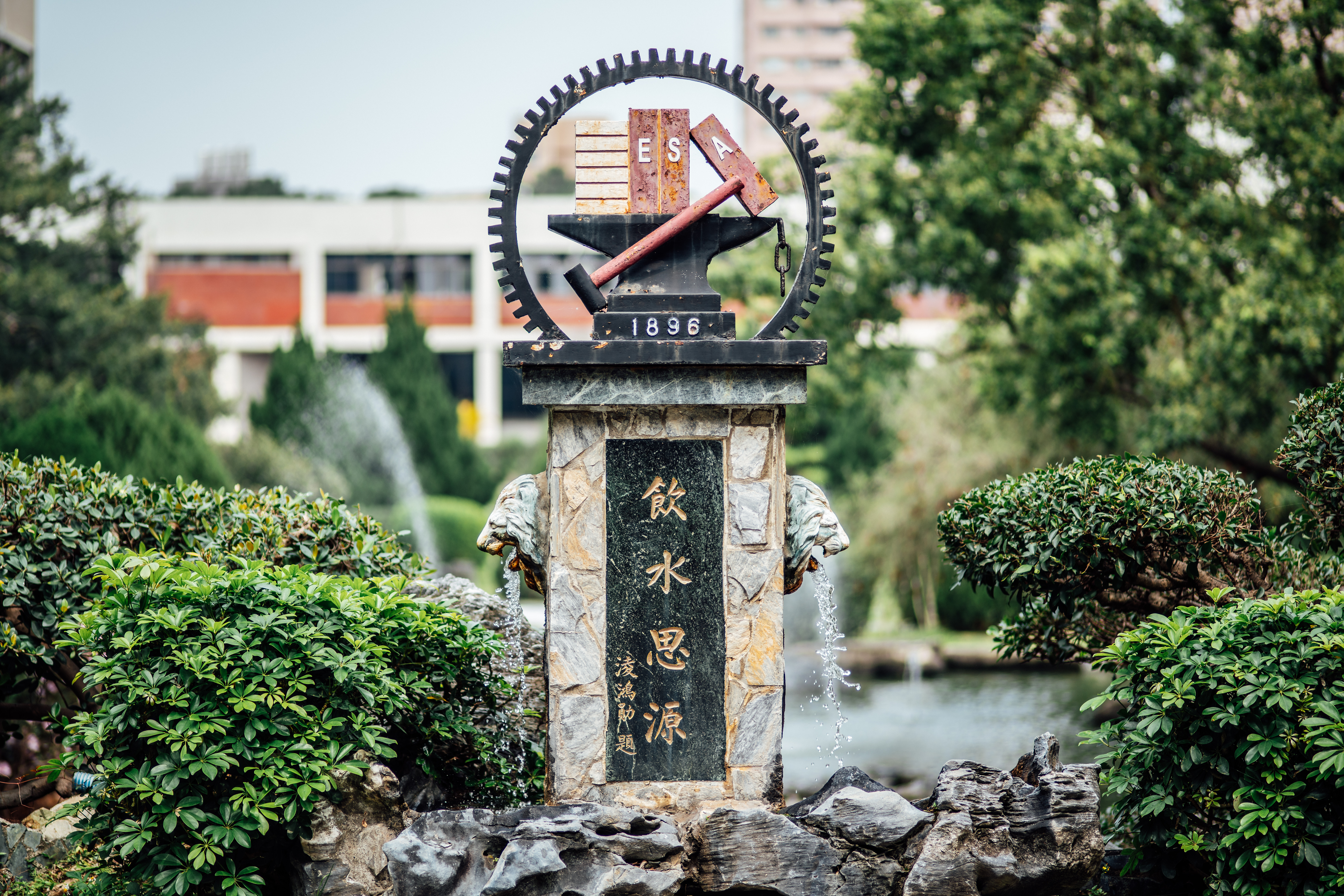
国立陽明交通大学光復校區中的饮水思源碑 淩鴻勛校长题字
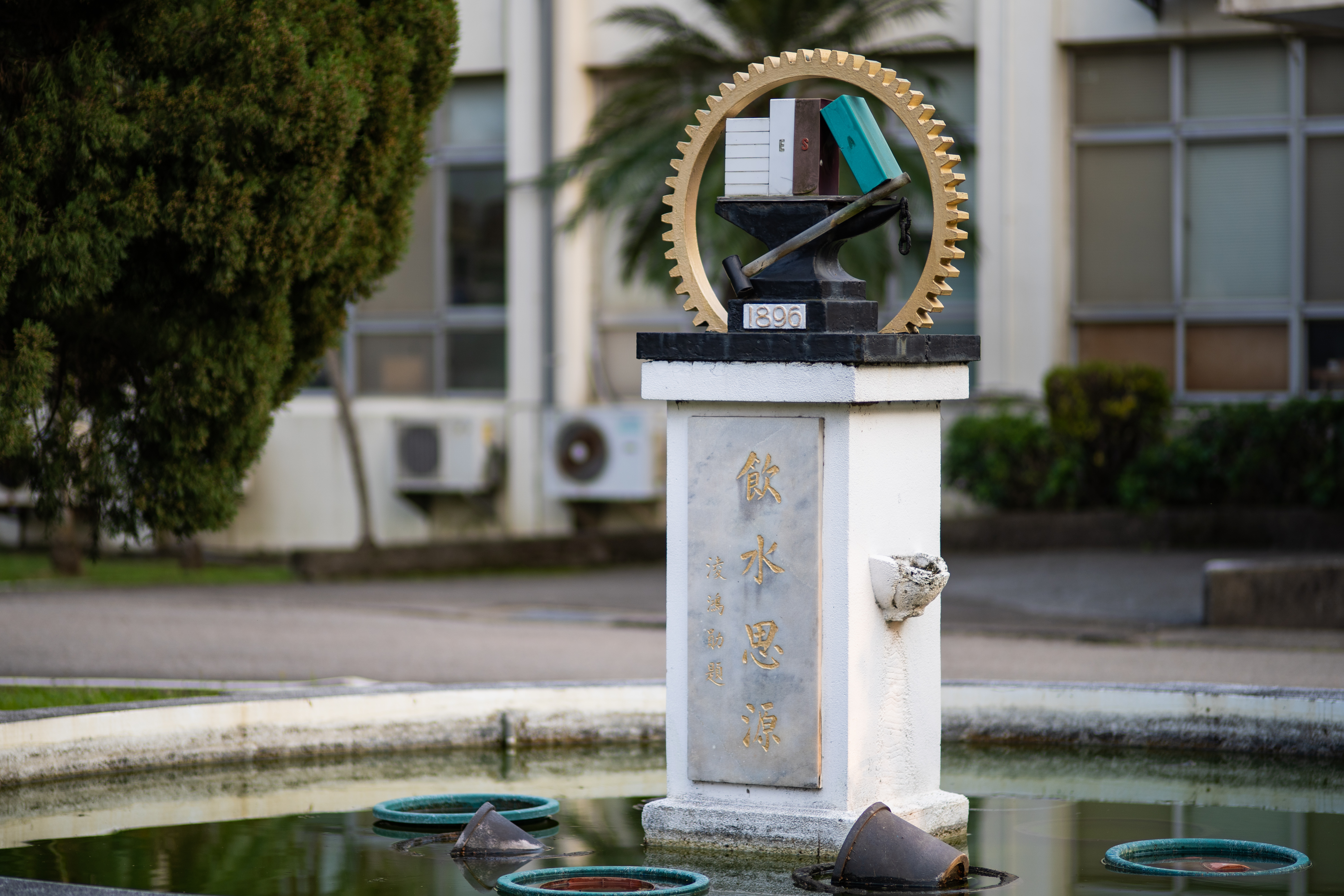
国立陽明交通大学博愛校区中的饮水思源碑 淩鴻勛校长题字